# Emma Pezzedi
Emma Pezzedi (16 marzo 1982) è un'ex sciatrice alpina italiana.

## Biografia
Slalomista pura (anche se a volte partecipava a gare di slalom gigante) originaria di Corvara in Badia e attiva dal dicembre del 1997, la Pezzedi esordì in Coppa Europa il 7 dicembre 1999 a Haute-Nendaz (16ª) e in Coppa del Mondo il 12 dicembre successivo a Sestriere, senza completare la prova. In quella stagione 1999-2000 conquistò tutti i suoi 4 podi in Coppa Europa, tre vittorie (la prima l'11 dicembre a Limone Piemonte, l'ultima l'11 febbraio ad Abetone) e un 3º posto (il 15 marzo a See), e si impose nella classifica di slalom speciale; sempre nel 2000 ai Mondiali juniores del Québec conquistò la medaglia di bronzo, venendo preceduta dalla svedese Anja Pärson e dalla canadese Emily Brydon.
L'anno successivo vinse un'altra medaglia di bronzo ai Mondiali juniores di Verbier; nel prosieguo della sua carriera in Coppa del Mondo, a causa dei continui infortuni alle ginocchia, ottenne solo due piazzamenti nelle prime trenta (22º posto il miglior piazzamento, a Garmisch-Partenkirchen il 18 febbraio 2001) e prese per l'ultima volta il via il 12 dicembre 2004 ad Altenmarkt-Zauchensee, senza completare la prova. La sua ultima gara in carriera fu uno slalom speciale FIS disputato il 21 dicembre 2006 a Cadipietra; da allora non partecipò più a gare ufficiali a causa di un nuovo infortunio e nel 2009 annunciò il proprio ritiro dalle competizioni agonistiche. Non prese parte a rassegne olimpiche o iridate.

## Palmarès

### Mondiali juniores
- 2 medaglie
  - 2 bronzi (slalom speciale a Québec 2000; slalom speciale a Verbier 2001)

### Coppa del Mondo
- Miglior piazzamento in classifica generale: 113ª nel 2001

### Coppa Europa
- Miglior piazzamento in classifica generale: 12ª nel 2000
- Vincitrice della classifica di slalom speciale nel 2000
- 4 podi:
  - 3 vittorie
  - 1 terzo posto

#### Coppa Europa - vittorie
| Data             | Località        | Paese    | Specialità |
| ---------------- | --------------- | -------- | ---------- |
| 11 dicembre 1999 | Limone Piemonte | Italia   | SL         |
| 8 febbraio 2000  | Sonthofen       | Germania | SL         |
| 11 febbraio 2000 | Abetone         | Italia   | SL         |

Legenda:

SL = slalom speciale

### Campionati italiani
- 2 medaglie[1]:
  - 1 argento (slalom speciale nel 2000)
  - 1 bronzo (slalom speciale nel 1999)